# 塩化テクネチウム(III)
塩化テクネチウム(III)(Technetium trichloride)は、化学式TcCl3の無機化合物である。

## 合成と性質
2つの多形が知られている。α型は、Tc2(CH3COO)4Cl2と塩化水素を300℃で反応させて合成される黒色の固体である。C3V対称性を持ち、各々のTc原子が2つの隣接Tc原子と5つの塩化物配位子に配位する、三角形のTc3Cl9ユニットから構成される複八面体構造を持つ。Tc-Tc間距離は2.44Aで、Tc原子間が二重結合であることを示す。Tc3Cl9は、レニウムのホモログである九塩化三レニウムと同形である。
β型は、金属テクネチウムと塩素ガスの反応により得られる。その構造は、塩化モリブデン(III)や塩化レニウム(III)と類似した、陵共有の八面体の層からなり、その結合距離から、金属-金属結合であることを示している。α型よりも不安定で、ゆっくりとα型に変わっていく。